# Jigael Jadin
Jigael Jadin lub Yigael Yadin (hebr. ‏יגאל ידין‎, [jigaˈel jaˈdin], ur. 20 marca 1917, zm. 28 czerwca 1984) – izraelski dowódca wojskowy w stopniu generała porucznika (raw alluf), oficer dyplomowany Sił Obronnych Izraela, w latach 1949–1952 drugi Szef Sztabu Generalnego Sił Obronnych Izraela. W następnych latach zajmował się archeologią i polityką.

## Młodość
Jadin urodził się w Jerozolimie, wówczas w Imperium Osmańskim. Był synem archeologa Eleazara Sukenika i feministki Hasji Fejnsod Sukenik.
Ukończył Gimnazjum Hebrajskie Rehavim, a następnie studiował archeologię, język hebrajski i arabski na Uniwersytecie Hebrajskim w Jerozolimie.

## Służba wojskowa
W 1932, w wieku piętnastu lat wstąpił do żydowskiej organizacji paramilitarnej Hagana. Prowadził szkolenia wojskowe na północy kraju, a następnie został głównym instruktorem szkoleń broni palnej prowadzonych w moszawie Kefar Witkin. W 1939 został mianowany zastępcą szefa sztabu Hagany, Ja’akowa Doriego.
W 1946 wystąpił z Hagany. Przyczyną jego rezygnacji był spór z Icchakiem Sadehem o włączenie karabinu maszynowego w standardowe uzbrojenie drużyny. Po opuszczeniu wojska Jadin podjął pracę na Uniwersytecie Hebrajskim, jednak w 1947 został ponownie powołany do Hagany. Podczas wojny o niepodległość był odpowiedzialny za wiele kluczowych decyzji. Był szefem sztabu operacji w Sztabie Generalnym Sił Obronnych Izraela. Gdy w czerwcu 1948 premier Dawid Ben Gurion podjął próbę wymienienia wysokich dowódców armii, posługując się przy tym kluczem przynależności partyjnej do Mapai, alluf Jigael Jadin zagroził wystąpieniem z armii i oskarżył premiera o próbę „przekształcenia armii w wojsko jednej partii politycznej”.

### Szef Sztabu Generalnego
9 listopada 1949 otrzymał awans na stanowisko drugiego szefa Sztabu Generalnego Sił Obronnych Izraela. Podał się do dymisji 7 grudnia 1952. Przyczyną jego dymisji było nieporozumienie z premierem Dawidem Ben Gurionem w sprawie cięć w budżecie wojskowym, który według Jadina powinien wynosić jedną trzecią budżetu państwa.

## Po odejściu z armii
Po odejściu z wojska Jigael poświęcił się badaniom archeologicznym. Prowadził badania w rejonie jaskiń Kumran, twierdzy Masada oraz ruin Chasor i Megiddo. W 1956 został wyróżniony Nagrodą Izraela za pracę doktorancką na temat zwojów z Qumran. Za swoje największe odkrycie uważał znalezienie Bramy Salomona w Gezer. W 1964 został członkiem Izraelskiej Akademii Nauk.

### Kariera polityczna
Przez cały czas działalności archeologicznej Jigael angażował się także w życie publiczne Izraela. W przeddzień wojny sześciodniowej w 1967 był doradcą wojskowym premiera Lewiego Eszkola. Po wojnie Jom Kipur był członkiem Komisji Agranata, która badała okoliczności i przyczyny wojny.
W 1976 założył Demokratyczny Ruch dla Zmian, powszechnie znany pod akronimem „Dasz”. Partia była próbą odpowiedzi na rosnącą frustrację i rozpacz po wojnie Jom Kipur, które nakładały się na skandale korupcyjne rządu i narastający kryzys społeczny. Jigael Jadin, jako były szef Sztabu Generalnego, był spostrzegany jako człowiek o niezmąconej reputacji, który mógłby poprowadzić kraj nową drogą. W wyborach parlamentarnych w 1977 partia uzyskała 15 mandatów. Jadin został wicepremierem w rządzie Menachema Begina. Jadin uczestniczył w ważnych rozmowach międzynarodowych, które doprowadziły do podpisania porozumienia z Camp David. Umożliwiło ono zawarcie traktatu pokojowego izraelsko-egipskiego.
14 września 1978 doszło do podziału w Dasz – Jadin, Szelomo Elijjahu, Szafik Asad, Mordechaj Elgrabli, Szemu’el Tamir, Akiwa Nof i Binjamin Halewi współtworzyli Ruch Demokratyczny, który rozpadł się 10 marca 1981. Jadin został posłem niezależnym.
W 1981 wycofał się z polityki. Zmarł w 1984, został pochowany na Wzgórzu Herzla.

## Życie prywatne
Był żonaty z Karmelą z domu Rupin. Mieli dwie córki: Orly i Littal.